# محوطه تلخاب
محوطه تلخاب مربوط به دوره ساسانی است و در شهرستان دره شهر، بخش بدره، دهستان هندمینی، روستای تلخاب واقع شده و این اثر در تاریخ ۳۰ دی ۱۳۸۵ با شمارهٔ ثبت ۱۶۹۲۸ به‌عنوان یکی از آثار ملی ایران به ثبت رسیده است.